# Conozetes arcualis
Conozetes arcualis är en kvalsterart som beskrevs av Balogh och Sandór Mahunka 1969. Conozetes arcualis ingår i släktet Conozetes och familjen Haplozetidae. Inga underarter finns listade i Catalogue of Life.